# Ignamba microps
Ignamba microps är en kräftdjursart som beskrevs av Gustav Budde-Lund 1910. Ignamba microps ingår i släktet Ignamba och familjen Eubelidae. Inga underarter finns listade i Catalogue of Life.